# 蒂亞胡安娜
蒂亞胡安娜（西班牙語：Tía Juana），是委內瑞拉的城鎮，位於該國西北部蘇利亞州，是玻利瓦爾市的首府，西面是馬拉開波湖，鎮上設有學校和診所。